# 爆TECH!爆丸
『爆TECH!爆丸』（ばくテク!ばくがん）は、槙吾による日本の漫画作品、およびテレビアニメ。
テレビアニメ『爆丸バトルブローラーズ』の開始とともに再リリースを開始したセガトイズ発売の『爆丸』シリーズの日本での玩具展開のひとつとして、2010年7月にコロコロと共同開発でメタルパーツ装着のカスタマイズ爆丸『爆TECH』シリーズを発表、そのコミカライズ展開として『月刊コロコロコミック』（小学館）2010年9月号から2013年12月号まで連載された。2012年1月にテレビアニメ化が発表、2012年4月より『おはコロアップ』枠内で放送開始。

## ストーリー
カードに乗ることで瞬間変形する次世代のバトルホビー「爆丸」に命を懸けた戦士たち「爆TECH」の物語を描く。

## 登場人物

### 主要人物
日ノ出 春晴（ひので はるばる）
声 - 水野麻里絵
本作の主人公。火属性の使い手で、愛機は焔（フレア）ドラガオン（後に煌（グレン）ドラガオン）（後に天（ライズ）ドラガオン）（後に士（ジゲン）ドラガオン）。
熱くなりやすい直情型で、口癖は「〜と決まってる!」。5歳で電柱を引っこ抜いた事がある。
性格の問題から幼なじみのライチとはたびたび反発し合っているが、互いを認め合えるよきライバルで、親友である。
当初は爆TECHの称号を持っていなかったが、ライチが爆丸をやめると言い出した時、「もっとライチと爆丸をやりたい」という熱意のもと、マスター・シモの試練を乗り越え、爆TECHの称号を手に入れる。一人称は「オレ」、二人称は「おまえ」「テメェ」。
必殺技は『爆TECHフレアシュート』、『爆TECHダブルフレアシュート』、『爆TECHジグザグフレアシュート』、『爆TECHグレンシュート』など。
黒無 来智（くろなし ライチ）
声 - 渡辺未来
春晴のライバルで幼馴染。闇属性の使い手で、愛機は破（デス）ムニキス（後に零（ゼロ）ムニキス）（後に幻（ホロ）ムニキス）（後に全（ゼータ）ムニキス）。
高いテクニックの持ち主で、多彩な戦術で相手を翻弄する。ゼロの技の使い手。
クールな性格で、春晴のことを「単細胞」などと言ってバカにしているようだが、心の底では認めている。
突然爆丸をやめると言い出したり（のちに春晴の熱意に動かされ撤回した）、敵組織である爆盗団の下っ端に「ライチさま」と呼ばれるなど、謎の多い少年。一人称は「ボク」、二人称は「キミ」「おまえ」。必殺技は『爆TECH零グラビティ・スピン』や『爆TECH下弦の月』など。
タツマ
声 - 山岡ゆり
マスター・シモの爆丸道場に新たに加わった、特徴的な頭巾を被った少年。爆丸初心者だが、蒼ジンリュウの使い手。アニメでは第1話から登場している。小学1年生。
グリフ・コウ
声 - 堂坂晃三
グリフ財閥の御曹司。小学5年生。光属性の使い手で、愛機は輝（キラン）レオネス（後に護（シルド）レオネス）（後に皇（オウガ）レオネス）。
小学生とは思えない図体をしており、尊大な態度を取り当初は春晴たちを「小さき庶民」と見下していたが、春晴に敗北したことでその強さを認め、訂正し謝罪している。一人称は「このグリフ・コウ」、二人称は「おまえ」。
口調がやや特徴的で、兄のショウのことを「兄者」と呼ぶ。その後、兄と共に爆TECH道場に入門した。大魔王キョウフーンが怖い。
必殺技は相手のシュートも跳ね返す『爆TECHプライドロック』や、鉄壁の防御を誇る『爆TECH ライアンロック』。
グリフ・ショウ
声 - 阿川りょう
コウの兄。小学6年生。風属性の使い手で、愛機は翔（ヴァン）ファルコ（後に翼（トライ）ファルコ）（後に将（ラショウ）ファルコ）。
背は高いが非常に痩せており、一見すると彼のほうが弟のようである。やや心配性と行きすぎた弟思い（ブラザーコンプレックスに近い）の気があり、風呂や就寝する時もコウに付きっ切りである。
コウが春晴に敗北した時は、ショックで感情を暴走させ、何を喋っているのかわからなくなり、ファルコでビルにヒビを入れた。その後、コウと共に爆TECH道場に入門した。一人称は「ボク」。

### その他の人物
カラシナ
声 - 中嶋ヒロ
シャドウ三獣士の1人。小学4年生。 闇属性の使い手で、愛機は兜（ボーグ）マヒサス。
ジョウから、勝つためには相手の戦意を奪うことを教えられ、様々な忍術らしきものを使い相手の戦意を失わせる。三獣士のリーダー的存在でござる口調で話す。
トーガ
声 - かぬか光明
シャドウ三獣士の1人。小学4年生。土属性の使い手で、愛機は架（アクロ）ゲザード 。
ジョウから、勝つためには相手に決して屈しないことを教えられ、土下座をしてもムカつく顔で頭は下げない。三獣士の中で図体が一番大きい。
ジンザ
声 - 内山夕実
シャドウ三獣士の1人。小学4年生。 光属性の使い手で、愛機は冴（ウェル）ガロウ。
ジョウから、勝つためには相手に表情を悟られるなと教えられたせいか、無表情で喜怒哀楽の表現が下手。三獣士の中で一番小さい。
マスター・ジョウ
声 - あべそういち
シャドウ三獣士の師匠で爆丸塾の塾長。シモに恨みを持つ。
パンプキー
爆盗団の一員。土属性の使い手で、愛機は塞（グラン）パンツァー。一人称が「オレっち」または「ボクちん」、語尾は「～だよん」など、喋り方が個性的。肥満体型。二人称は「キミ」。
美的感覚が少々ズレており、ライチを「ブサイク」と称し、マスター・シモを「イケメン」と言っている。
ザクロの手下で、ライチを爆盗団に連れ戻すために春晴たちの道場を破壊。その後ライチと闘うが、ライチの怒りに触れ、そのテクニックの前に敗れる。
ザクロに罵られたり理不尽な暴力（口を塞ぎ続けることを強要される・指を振った時に発生する風圧の威力で攻撃されるなど）を受けながらも、彼を慕っており、忠誠心が高い。
ザクロ
声 - 高橋英則
春晴たちを強襲した謎の人物。闇属性の使い手で、愛機は帝（ジオ）シヴァク、骸（ボーン）スカルス。
圧倒的な実力の持ち主で、ライチとグリフ兄弟をたった一人で圧倒する。その後、春晴にも勝利するが、春晴の強い心をその闇で飲み込むことは出来なかった。
この戦いで春晴を評価したようで、彼らに対し「爆TECHコロッセオで待つ」と宣戦布告をした。春晴の成長を心待ちにしているような発言もしている。一人称は「オレ」、二人称は「おまえ」「キサマ」。
爆TECHコロッセオでライチの試合を見て、「零の境地は闇の技ではない…」「きさまが闇から遠ざかることは許さない…!!必ず引きずり戻す…!!」などと、ライチを連れ戻そうとしているような発言をしている。
準決勝ではライチと戦い、シヴァクを倒されるが同時に2つの爆丸を使うことが判明した。そしてスカルスで彼を追い詰め、わざと観客を攻撃してライチに眠る強大な闇を引き出そうとするが春晴と居た時のことを思い出し完全に闇から逃れたライチの『下弦の月』からの『ムーンウォーカー』の連携でスカルスをも倒され、最後は試合放棄で負けとなりライチからこわだる理由を聞かれ、告げようとしたが撤回しそのまま去っていった。また、ライチ同様、ゼロの使い手でもある。
必殺技は、相手の体を引きちぎるかの如く風を巻き起こす威力のある『爆TECHイビルストーム』や『爆TECHイビルストライク』。
キルト
声 - 椎橋和義
マスター・シモの師匠。水属性の使い手で、愛機は聖（セント）アクアス。
見た目は春晴たちと同い年か年下の少年のように見えるが、実年齢は150歳。ザクロの10倍強い（自称）。治癒能力をはじめとした数々の不思議な力を有している。爆TECH達が悪い人間にならないよう見守る指名を持っている。爆TECHコロッセオでは、予選の審判を務めていた。
飄々としていて掴みどころがなく、ふざけているようにも見えるが、その実力は確かであり、自身のトリッキーな爆丸やアビリティカードで春晴を翻弄した。一人称は「ボク」。二人称は「キミ」。　
炎 もえたろー（ほのお もえたろー）
声 - 岩瀬周平
爆丸マスター。春晴たちの試合の解説をしている。
普段はおとなしいがバンダナを外すとハイテンションになり、うざくなる。一人称は「オレさま」（ハイテンション時）。
シャム
レア爆丸ハンター。光属性の使い手で、愛機は閃（ブラン）シュルト。
時間と労力のいる伝説の爆丸を手に取っただけで主と認められるほどの腕前だが少々短気で怒りやすい性格。自分を「偉大なる」と称し、春晴のことを自分の引き立て役としか見ていない。本気を出せば、もの凄い早さで立ち去れる。
シュルトの性能の為だけに春晴に勝負を挑み一時追い詰めるが新たに進化を遂げたドラガオンに敗れ、キルトから「今まで見つけた爆丸を使わないのは心を通わせる爆丸がいないから」だと通告され春晴の戦いを通じて自分の相棒として閃シュルトを選ぶ。
瞬時にアビリティカードを選び出したり、閃シュルトの真の力を引き出すなど爆丸の腕はコウ曰くただ者ではないとのこと。爆TECHコロッセオでは、シャギに敗れた。一人称は「おれさま」。二人称は「テメェ」。
アトラ
爆TECHコロッセオ本選の1回戦で春晴と当たる対戦相手。愛機は巨（ギガン）タウレス。一人称は「わたし」。二人称は「おまえ」。中学1年生。
両親をはやくに亡くし、たった一人で兄弟たちを養う心優しい人物だがバトルになると相手は敵とみなし容赦しない性格。また、強靭な体格で遠まわしに「～モウ」とうなりをあげる。
その巨体な爆丸を応用し春晴を圧倒するが修行の中で成長したそのテクニックの前に敗れる。必殺技はポップアウトを利用し相手を突き上げる『爆TECHリフトボーン』や『爆TECHフットマタドール』。
オロチ
爆TECHコロッセオ本選の1回戦でライチと当たる対戦相手。愛機は咬（ガブリ）アナコン。一人称は「ミー」。二人称は「おまえ」。中学2年生。
自分に逆らい従わない者を痛めつけたり、負けたアトラの爆丸を平気で攻撃したりするなど性格は残忍かつ攻撃的。自分が負ける事を許さず、ライチとの勝負の途中にターバンを外し、見た者の平衡感覚を狂わせる『蛇髪天』でライチを追いつめるが、ライチの『零の境地』からの『グラビティシーソー』の連携で敗れた。必殺技は、テールの可動で攻撃する『爆TECHガラガラテール』や『爆TECH蛇壁封鎖』。
シャギ
爆TECHコロッセオ本選の2回戦で春晴、ライチと当たる対戦相手。愛機は鯱（キラー）ヴォルカ。一人称は「オイラ」。
レア爆丸ハンター。中学1年生。1回戦でシャムの閃シュルトを倒している。相棒のヒョーガと共に絶妙なコンビネーションで春晴とライチを圧倒するがコンビとしての実力を発揮し春晴に任せられたライチに敗れ、二人を自分たち以上に最高のコンビだと認める。いつでも泳げるように、ウエットスーツを着ている。必殺技は、『爆TECHコールドターン』や『爆TECHダウンテール』。
ヒョーガ
爆TECHコロッセオ本選の2回戦で春晴、ライチと当たる対戦相手。中学1年生。愛機は豹（ザック）ジャガード。一人称は「オレ」。人を臭いで判断する。
バトルを「狩り」と称し、1回戦で対戦相手の爆丸を破壊し勝利している。相棒のシャギと共に絶妙なコンビネーションで春晴とライチを追い詰めるが、コンビとしての実力を発揮し春晴に任せられたライチがシャギに勝利したことで負けとなり、二人を自分たち以上に最高のコンビだと認めた。必殺技は、ジャガードの摩擦でフィールドをヤスリのようにする『爆TECHギャザリックターン』。
キャトル
爆TECHコロッセオ本選でのグリフ兄弟の対戦相手。愛機は砲（ハンマー）キャノン。小学6年生。一人称は「オレ」、ザクロの前では「このキャトル」。
君主であるザクロに対しては忠誠を誓っているが性格は残忍かつ無慈悲。かつて爆盗団に入る前にザクロと戦うが敗れ、彼の圧倒的な力に魅了され以後は忠誠を誓っている。グリフ兄弟を一人で圧倒し降参させ勝利したがいずれは邪魔な存在になることを見越し二人の爆丸を破壊した。その後、ベスト4を賭けて春晴と戦うが全力を出した彼に敗れ、さらにザクロに見限られたことで絶望したが春晴の強い心で立ち直った。必殺技は、ポップアウトの可動で突出するハンマーで攻撃する『爆TECHハンマーパンチ』や『爆TECHハンマーデストロイ』。
木戸 覇凰（きど はろう）
声 - 幸田昌明
爆TECHコロッセオ前回大会チャンピオン。（大会3連覇）愛機は鳳（ジー）ガノレーダ。
春晴とライチにとって憧れの存在であり、爆丸を始めるきっかけを与えた人物である。『ハロー・ドギー』という愛称で親しまれており、爆TECHコロッセオでは『キング･ハロ』と呼ばれることもある。必殺技は、圧倒的なシュート力を誇る『しなり撃ち』。闘う相手の潜在能力を、極限まで引き出す事が出来る。
マスター・シモ
声 - 町田政則
春晴達が通う爆丸道場の師範。
マスター・オドレ
声 - 程嶋しづマ
マスター・グリズ
声 - 田尻浩章
蒼（ギフ）ジンリュウ
声 - 朝倉崇
吼（ダガ）オドス
声 - 小柳良寛
ミスター・アップ
声 -  あべそういち
ミスター・ダウン
声 -  早志勇紀
ニビル
声 - 國立幸
タヴァネルカップ準決勝のライチの対戦相手。バインド爆丸の瞬ホルス、轟ガリュウを操る謎多き人物。一人称は「ボク」。
タラン
声 - 鈴木晴久
エレック
声 - 古城門志帆

## 単行本
| VOL | 発売日     | 話数         | サブタイトル | カバー                                                 |
| --- | ---------- | ------------ | --- | ------------------------------------------------------ |
| 1   | 2010-12-24 | 第1話~第4話  | 第1話 「爆TECHへの道、始動!!」 第2話 「放て! 爆TECHシュート!!」 第3話 「最強の獅子現る!」 第4話 「春晴VSコウ決着!!」 単行本特典「爆TECH!爆丸幻の第0話爆公開」                                                                                      | 日ノ出春晴                                             |
| 2   | 2011-03-28 | 第5話~第8話  | 第5話 「ライチ始動!!」 第6話 「最凶爆TECHザクロ、強襲!!」 第7話 「忍びよる恐怖の闇!!」 第8話 「春晴、奇跡を起こせ!!」 「春晴×ライチ"約束"のバトル」                                                                                                | 日ノ出春晴、黒無来智                                   |
| 3   | 2011-08-26 | 第9話~第12話 | 第9話 「春晴VS聖者・キルト!!」 第10話 「立ちはだかる伝説の爆丸!!」 第11話 「ドラガオン、奇跡の進化!!」 第12話 「開幕!!爆TECHコロッセオ!!」 「春晴、ドラガオンとの出会い」                                                                          | 日ノ出春晴、黒無来智、グリフ・コウ、グリフ・ショウ     |
| 4   | 2012-03-28 | 第13~第16話  | 第13話 「史上最大の爆TECH、巨襲!!」 第14話 「邪道な蛇をぶっ飛ばせ!!」 第15話 「無敵のコンビ、まさかの決裂!?」 第16話 「春晴とライチ・最強の絆!!」 「灼熱の爆TECH 灼エイグル外伝」                                                                  | 日ノ出春晴、黒無来智、木戸覇凰                         |
| 5   | 2012-04-28 | 第17~第20話  | 第17話 「大会ベスト4決定!」 第18話 「ライチVSザクロ 闇の攻防」 第19話 「キングを超えろ!春晴!!」 「新人タツマの大特訓!!」 第20話 「道場破り、現る!」                                                                                                | 日ノ出春晴、黒無来智、タツマ、カラシナ、トーガ、ジンザ |
| 6   | 2012-08-28 | 第21~第24話  | 第21話 「爆丸塾VS爆丸道場!!」 第22話 「進化をとげる相棒!」 第23話 「天ドラガオン真価、発揮!!」 第24話 「暴走!統タヴァネル!!」 「タツマ、爆TECHへの試練!」                                                                                          | 日ノ出春晴                                             |
| 7   | 2013-01-25 | 第25~第28話  | 第25話 「三段変形爆丸・翼(トライ)ファルコ!!」 第26話 「極壁防御!!護(シルド)レオネス!!」 第27話 「グリフ兄弟戦、決着!!」 第28話 「シュート同時撃ち対決!!」 「2つの顔を持つ爆丸・双(ツイン)ダブリュ!!」 コミックス描きおろし外伝「古代ギリーク物語」 | 日ノ出春晴、グリフ・コウ、グリフ・ショウ               |
| 8   | 2013-04-26 | 第29~第33話  | 第29話 「タヴァネルカップついに開幕!!」 第30話 「最凶爆丸覇タヴァネル、降臨!!!」 第31話 「すべてをかけた渾身の一撃!」 第32話 「新たなる能力・バインド!」 第33話 「脅威の合体爆丸！瞬ガリュウ!!!」                                                  | 日ノ出春晴                                             |
| 9   | 2013-09-27 | 第34~第38話  | 第34話 「勝利の確率0パーセント!?」 第35話 「究極進化!士ドラガオン!!」 第36話 「超変形!二次元の姿、降臨!!」 第37話 「新たな敵、爆丸開発者現る!」 第38話 「放て!次元を超えた一撃!!」                                                                 | 日ノ出春晴、黒無来智、ニビル                           |
| 10  | 2014-02-28 | 第39~最終話  | 第39話 「超進化バインド爆丸!!」 第40話 「グリフ兄弟との決着!!」 第41話 「最強ライバル最終対決!!」 最終話 「春晴VSライチ、奇跡の結末!!」 爆TECH!爆丸超短編 「ガチ爆ってナニ!?」 真の最終話 「ザクロの恐怖、再び・・・!?」                           | 日ノ出春晴、黒無来智                                   |

## テレビアニメ
2012年4月7日より『おはコロアップ』内アニメコーナーで放送。他のおはコロアニメと同様3DCGアニメ。
2013年4月6日からは、『おはコロポップ』内で『爆TECH!爆丸 ガチ』として放送。

### スタッフ
- 原作 - 槙吾
- スーパーバイザー - 村上孝雄、佐藤渉、神宮字真
- 原案協力 - 秋本武英（第1期 - 第2期第10話）、入江俊徳（第2期第11話 - ）、柴田亮
- 爆丸アドバイザー - 土屋貴由
- 監督 - 加戸誉夫（第1期）、西村純二（第2期）
- シリーズ構成 - 関島眞頼
- キャラクターデザイン - 浅井悠可
- CGディレクター - 西村博英
- 美術監督 - 中村千恵子、中村豪希（第1期第6話 - ）
- 色彩設計 - 辻田邦夫
- 撮影監督 - 金子真由美
- 編集 - 沖田秀樹、山北麻由子（第1期第20話 - ）、増田祐樹（第2期）
- 音響監督 - 高寺たけし
- 音楽 - 鳴瀬シュウヘイ
- アニメーションプロデューサー - 内田哲夫
- アニメーション制作 - 小学館ミュージック&デジタル エンタテイメント

### 各話リスト
| 話数             | サブタイトル                            | 脚本        | コンテ      | 演出        | 放送日        |
| 爆TECH!爆丸      | 爆TECH!爆丸                             | 爆TECH!爆丸 | 爆TECH!爆丸 | 爆TECH!爆丸 | 爆TECH!爆丸   |
| ---------------- | --------------------------------------- | ----------- | ----------- | ----------- | ------------- |
| 第1話            | クリティカルK.O!                        | 荒木憲一    | 加戸誉夫    | 加戸誉夫    | 2012年 4月7日 |
| 第2話            | 相棒はドラガオン!                       | 荒木憲一    | 荒川眞嗣    | 荒川眞嗣    | 4月14日       |
| 第3話            | シュートをきわめろ!                     | 関島眞頼    | 奥野耕太    | 奥野耕太    | 4月21日       |
| 第4話            | グリフ兄弟!                             | 久保田雅史  | 荒川眞嗣    | 荒川眞嗣    | 4月28日       |
| 第5話            | シャドウ三獣士!                         | 荒木憲一    | 加戸誉夫    | 加戸誉夫    | 5月5日        |
| 第6話            | キルトの神殿!                           | 久保田雅史  | 加戸誉夫    | 加戸誉夫    | 5月12日       |
| 第7話            | 零ムニキス!                             | 荒木憲一    | 加戸誉夫    | 加戸誉夫    | 5月19日       |
| 第8話            | ドラガオン進化!                         | 関島眞頼    | 加戸誉夫    | 加戸誉夫    | 5月26日       |
| 第9話            | 謎のマスター・ジョウ!                   | 荒木憲一    | 黒田幸生    | 黒田幸生    | 6月2日        |
| 第10話           | 忍法毒バリの術!                         | 荒木憲一    | 黒田幸生    | 黒田幸生    | 6月9日        |
| 第11話           | 柔よく剛を制す!                         | 久保田雅史  | 加戸誉夫    | 加戸誉夫    | 6月16日       |
| 第12話           | 自己進化爆丸!                           | 荒木憲一    | 加戸誉夫    | 加戸誉夫    | 6月23日       |
| 第13話           | 幻惑のムニキス!                         | 久保田雅史  | 西村純二    | 加戸誉夫    | 6月30日       |
| 第14話           | 伝説の降臨!                             | 荒木憲一    | 西村純二    | 加戸誉夫    | 7月7日        |
| 第15話           | 統（ゼクス）タヴァネル!                 | 荒木憲一    | 加戸誉夫    | 加戸誉夫    | 7月14日       |
| 第16話           | ザクロ襲来!                             | 久保田雅史  | 加戸誉夫    | 加戸誉夫    | 7月21日       |
| 第17話           | 骸（ボーン）スカルス!                   | 関島眞頼    | 西村純二    | 黒田幸生    | 7月28日       |
| 第18話           | 帝（ジオ）シヴァクの呪い!               | 荒木憲一    | 西村純二    | 黒田幸生    | 8月4日        |
| 第19話           | パワーバトル!                           | 久保田雅史  | 加戸誉夫    | 加戸誉夫    | 8月11日       |
| 第20話           | キング・ハロ!                           | 関島眞頼    | 西村純二    | 加戸誉夫    | 8月18日       |
| 第21話           | 鳳（ジー）ガノレーダ!                   | 関島眞頼    | 西村純二    | 加戸誉夫    | 8月25日       |
| 第22話           | 爆スロンDX（ディーエックス）            | 荒木憲一    | 加戸誉夫    | 加戸誉夫    | 9月1日        |
| 第23話           | ファルコ対レオネス!                     | 荒木憲一    | 加戸誉夫    | 加戸誉夫    | 9月8日        |
| 第24話           | 悪魔はふたたび!                         | 荒木憲一    | 西村純二    | 加戸誉夫    | 9月15日       |
| 第25話           | ほえろ! 護（シルド）レオネス!           | 荒木憲一    | 西村純二    | 加戸誉夫    | 9月22日       |
| 第26話           | 爆丸道場分裂!                           | 荒木憲一    | 加戸誉夫    | 加戸誉夫    | 9月29日       |
| 第27話           | 超万能爆丸!                             | 荒木憲一    | 西村純二    | 加戸誉夫    | 10月6日       |
| 第28話           | 無敵のグリフ旋風!                       | 荒木憲一    | 西村純二    | 加戸誉夫    | 10月13日      |
| 第29話           | 反撃開始!                               | 荒木憲一    | 加戸誉夫    | 加戸誉夫    | 10月20日      |
| 第30話           | 友情のメタルパーツ!                     | 荒木憲一    | 西村博英    | 加戸誉夫    | 10月27日      |
| 第31話           | 陣（ハガー）ドグマ!                     | 関島眞頼    | 西村純二    | 加戸誉夫    | 11月3日       |
| 第32話           | 扇（ウィン）ドミル!                     | 久保田雅史  | 西村純二    | 加戸誉夫    | 11月10日      |
| 第33話           | 統風（ウインド）メタルソール!           | 荒木憲一    | 加戸誉夫    | 加戸誉夫    | 11月17日      |
| 第34話           | 二つの顔の爆丸!                         | 荒木憲一    | 西村純二    | 加戸誉夫    | 11月24日      |
| 第35話           | オドス対ダブリュ!                       | 荒木憲一    | 薬師寺克行  | 加戸誉夫    | 12月1日       |
| 第36話           | その名はミスター・アップ!               | 荒木憲一    | 加戸誉夫    | 加戸誉夫    | 12月8日       |
| 第37話           | 突（カチア）ゲルの衝撃!                 | 関島眞頼    | 西村純二    | 加戸誉夫    | 12月15日      |
| 第38話           | ゲルアッパー!                           | 久保田雅史  | 西村純二    | 加戸誉夫    | 12月22日      |
| 第39話           | その名はミスター・ダウン!               | 荒木憲一    | 加戸誉夫    | 加戸誉夫    | 2013年 1月5日 |
| 第40話           | 青い烈風、斬（ブッタ）ギル!             | 荒木憲一    | 西村純二    | 加戸誉夫    | 1月12日       |
| 第41話           | ガチ爆とは!                             | 久保田雅史  | 西村博英    | 加戸誉夫    | 1月19日       |
| 第42話           | ガチ爆スタート!                         | 久保田雅史  | 加戸誉夫    | 加戸誉夫    | 1月26日       |
| 第43話           | 覇（シス）タヴァネル対ザクロ!           | 関島眞頼    | 西村純二    | 加戸誉夫    | 2月2日        |
| 第44話           | 荒野のガチ爆!                           | 荒木憲一    | 鈴木勇介    | 鈴木勇介    | 2月9日        |
| 第45話           | 脅威の覇（シス）メタル!                 | 荒木憲一    | 薬師寺克行  | 鈴木勇介    | 2月16日       |
| 第46話           | 6メタル!                                | 荒木憲一    | 西村博英    | 鈴木勇介    | 2月23日       |
| 第47話           | ガチ爆特訓!                             | 関島眞頼    | 加戸誉夫    | 加戸誉夫    | 3月2日        |
| 第48話           | 覇（シス）タヴァネル襲撃!               | 久保田雅史  | 西村純二    | 加戸誉夫    | 3月9日        |
| 第49話           | メタル狩り!                             | 久保田雅史  | 西村純二    | 加戸誉夫    | 3月16日       |
| 第50話           | 未来を守れ!                             | 久保田雅史  | 西村純二    | 加戸誉夫    | 3月23日       |
| 第51話           | いけ! 天（ライズ）ドラガオン!           | 関島眞頼    | 西村純二    | 加戸誉夫    | 3月30日       |
| 爆TECH!爆丸 ガチ |                                         |             |             |             |               |
| 第1話            | 開幕! タヴァネルカップ!                 | 久保田雅史  | 西村純二    | 西村純二    | 4月6日        |
| 第2話            | 轟（ゴウ）ガリュウ!                     | 久保田雅史  | 西村純二    | 西村純二    | 4月13日       |
| 第3話            | 魔弾の瞬（ガガ）ホルス!                 | 荒木憲一    | 西村純二    | 西村純二    | 4月20日       |
| 第4話            | 化合（バインド）!                       | 関島眞頼    | 西村純二    | 西村純二    | 4月27日       |
| 第5話            | 轟（ゴウ）ホルス!                       | 関島眞頼    | 西村純二    | 西村純二    | 5月4日        |
| 第6話            | 準決勝! ライチ対ニビル!                 | 荒木憲一    | 西村純二    | 西村純二    | 5月11日       |
| 第7話            | 瞬（ガガ）ガリュウ!                     | 荒木憲一    | 西村純二    | 西村純二    | 5月18日       |
| 第8話            | 処刑台の幻（ホロ）ムニキス!             | 荒木憲一    | 西村純二    | 西村純二    | 5月25日       |
| 第9話            | 再会! ハロ兄!                           | 久保田雅史  | 西村純二    | 西村純二    | 6月1日        |
| 第10話           | ビヨ〜ン! 羅（バリ）ビヨンド!           | 久保田雅史  | 西村純二    | 西村純二    | 6月8日        |
| 第11話           | データを超えたバトル!                   | 久保田雅史  | 西村純二    | 西村純二    | 6月15日       |
| 第12話           | 天（ライズ）ドラガオンの最期!           | 荒木憲一    | 西村純二    | 西村純二    | 6月22日       |
| 第13話           | 異次元進化! ドラガオン!                 | 久保田雅史  | 西村純二    | 西村純二    | 6月29日       |
| 第14話           | 初陣! 士（ジゲン）ドラガオン!           | 関島眞頼    | 西村純二    | 西村純二    | 7月6日        |
| 第15話           | 嵐を呼ぶ決勝戦!                         | 荒木憲一    | 西村純二    | 西村純二    | 7月13日       |
| 第16話           | ドラガオン! 二次元（にのじげん）!       | 荒木憲一    | 西村純二    | 西村純二    | 7月20日       |
| 第17話           | 決着! 覇（シス）タヴァネル!             | 久保田雅史  | 西村純二    | 西村純二    | 7月27日       |
| 第18話           | 対決! バトルフィールド極（きわみ）!     | 久保田雅史  | 西村純二    | 西村純二    | 8月3日        |
| 第19話           | 怪談! ガチ爆ヶ淵!                       | 荒木憲一    | 西村純二    | 西村純二    | 8月10日       |
| 第20話           | ビリビリ! 磁（ジバ）フドウ!             | 関島眞頼    | 西村純二    | 西村純二    | 8月17日       |
| 第21話           | 強敵! エレック!                         | 久保田雅史  | 西村純二    | 西村純二    | 8月24日       |
| 第22話           | 爆TECH! ダブルマグネット!               | 久保田雅史  | 西村純二    | 西村純二    | 8月31日       |
| 第23話           | 超（デカ）爆丸ドラスロン!               | 荒木憲一    | 西村純二    | 西村純二    | 9月7日        |
| 第24話           | 変形! 超（デカ）ドラゴンモード!         | 荒木憲一    | 西村純二    | 西村純二    | 9月14日       |
| 第25話           | リベンジ! 電撃の魔人!                   | 久保田雅史  | 西村純二    | 西村純二    | 9月21日       |
| 第26話           | 究極変形! 四次元!                       | 久保田雅史  | 西村純二    | 西村純二    | 9月28日       |
| 第27話           | 仮面の挑戦者!                           | 関島眞頼    | 鈴木勇介    | 鈴木勇介    | 10月5日       |
| 第28話           | 8メタル! 滅（サンズ）ホロヴォス!        | 関島眞頼    | 西村純二    | 西村純二    | 10月12日      |
| 第29話           | 激闘! ライチ対ザクロ!                   | 関島眞頼    | 西村純二    | 西村純二    | 10月19日      |
| 第30話           | 暴走! タツマドラスロン!                 | 久保田雅史  | 西村純二    | 西村純二    | 10月26日      |
| 第31話           | 新型レオネス・ファルコ誕生!             | 荒木憲一    | 西村純二    | 西村純二    | 11月2日       |
| 第32話           | 兄弟爆丸の秘密!                         | 荒木憲一    | 西村純二    | 西村純二    | 11月9日       |
| 第33話           | 剛力! 将（ラショウ）レオネス!           | 荒木憲一    | 鈴木勇介    | 鈴木勇介    | 11月16日      |
| 第34話           | 超力! 皇（オウガ）ファルコ!             | 荒木憲一    | 薬師寺克行  | 薬師寺克行  | 11月23日      |
| 第35話           | 大逆転! 轟（ゴウ）ドラガオン!           | 荒木憲一    | 西村純二    | 西村純二    | 11月30日      |
| 第36話           | 復活のライチ! 全（ゼータ）ムニキス登場! | 久保田雅史  | 鈴木勇介    | 鈴木勇介    | 12月7日       |
| 第37話           | プッシュプッシュ! 押（オス）プレス!     | 関島眞頼    | 薬師寺克行  | 薬師寺克行  | 12月14日      |
| 第38話           | 激突! 春晴対ライチ!                     | 久保田雅史  | 西村博英    | 西村博英    | 12月21日      |
| 第39話           | いけ! 士（ジゲン）ドラガオン!           | 関島眞頼    | 西村純二    | 西村純二    | 12月28日      |

### ゲームアプリ
爆丸ARバトル（iPhone向け）
ARを使用するゲームアプリで、携帯電話のカメラ機能にゲートカードを認識させると「焔ドラガオン」と「帝シヴァク」のバトルをプレイできる。

### フォトフレーム
爆丸ARフォト（iPhone向け）
「爆丸ARバトル」同様にARを使用するアプリ。携帯電話のカメラ機能にゲートカードを写すと3D体の「ブレイズ・ドラゴノイド」がフォトフレームとして現れる。